# Entoniscus creplinii
Entoniscus creplinii är en kräftdjursart som beskrevs av Giard och Bonnier 1887. Entoniscus creplinii ingår i släktet Entoniscus och familjen Entoniscidae.
Artens utbredningsområde är havet utanför Brasilien. Inga underarter finns listade i Catalogue of Life.